# Erftstadt
Erftstadt este un oraș din landul Renania de Nord-Westfalia, Germania. 

## Locuitori
52.040 . (La data de 31 decembrie 2007)
| Localitate              | Locuitori (total 52.040) |
| ----------------------- | ------------------------ |
| Ahrem                   | 1.119                    |
| Blessem / Frauenthal    | 1.733                    |
| Bliesheim               | 3.417                    |
| Borr / Scheuren         | 378                      |
| Dirmerzheim             | 2.147                    |
| Erp                     | 2.652                    |
| Friesheim               | 3.011                    |
| Gymnich / Mellerhöfe    | 4.302                    |
| Herrig                  | 597                      |
| Kierdorf                | 3.210                    |
| Köttingen               | 3.921                    |
| Lechenich / Konradsheim | 11.895                   |
| Liblar                  | 13.057                   |
| Niederberg              | 601                      |

1. ↑  Alle politisch selbständigen Gemeinden mit ausgewählten Merkmalen am 31.12.2018 (4. Quartal) (în germană), Statistisches Bundesamt[*], arhivat din original la 10 martie 2019, accesat în 10 martie 2019